# Hugo Lotz
Hugo Lotz (* 29. Mai 1893 in Unter-Schmitten; † 20. Juli 1978 in Gießen) war ein deutscher Verwaltungsjurist.

## Karriere
Lotz studierte Rechtswissenschaft an der Justus-Liebig-Universität Gießen. Während seines Studiums wurde er 1912 Mitglied der Gießener Burschenschaft Germania. Er promovierte zum Dr. iur. und trat 1922 in die Verwaltung des Volksstaats Hessen als Regierungsassessor im Kreis Büdingen ein. 1928 erhielt er die Beförderung zum Regierungsrat.
Zum 1. März 1933 trat Lotz der NSDAP bei (Mitgliedsnummer 1.514.122). In der Zeit des Nationalsozialismus wurde er 1934 kommissarischer Kreisdirektor des Kreises Alsfeld. Von 1936 bis 1944 war er zunächst Kreisdirektor des Kreises Gießen und zugleich damit beauftragt, die Aufgaben des Provinzialdirektors der Provinz wahrzunehmen. Das Amt des Kreisdirektors von Gießen war bis 1937, als die Provinz Oberhessen aufgelöst wurde, mit der Funktion des Provinzdirektors verbunden. Als der Kreis Gießen zum 1. Januar 1939 zum Landkreis Gießen umfirmierte, war er Landrat. 1940 wurde er zum Präsidenten der Gießener Hochschulgesellschaft gewählt.
Ab 14. März 1944 war er der letzte Regierungspräsident des Regierungsbezirks Stettin in Pommern, der am Ende des Zweiten Weltkriegs unterging.
Er kehrte nach Gießen zurück, wo er 1949 Beigeordneter wurde. 1954 bis 1956 oder 1957 war er Oberbürgermeister der Stadt Gießen.
1952 wurde Lotz neben seiner seit 1912 bestehenden Mitgliedschaft in der Germania Gießen auch Alter Herr der Mainzer Burschenschaft Saravia.